# Encephalitozoon cuniculi
Encephalitozoon cuniculi（エンセファリトゾーン・クニクリ）は、哺乳類に感染する病原性微胞子虫であり、世界中に分布する。E. cuniculiはウサギにおける神経疾患および腎疾患の重要な原因であるが、免疫不全の人にも疾患を引き起こす可能性がある。 

## 分類と細胞構造
E. cuniculiは、胞子を形成する細胞内寄生性の単細胞生物で、微胞子虫門に属する。微胞子虫は偏性細胞内寄生真菌であり、多くの動物種に感染する。これらの単細胞真核生物はミトコンドリアとペルオキシソームを欠くため、当初、ミトコンドリアの起源と考えられている細胞内共生が起こるより前に分化した原生生物の系統と考えられていた。後にミトコンドリア型シャペロン遺伝子が発見され、分子系統学的手法と組み合わせることで、微胞子虫が進化の過程でミトコンドリアを失った非定型真菌であることが示唆された。そのゲノムサイズは約2.9メガベース（Mbp）で11本の染色体に含まれており、タンパク質をコードしている可能性がある遺伝子が合計1,997個含まれる。遺伝子間スペーサーが少なく、真核生物の相同遺伝子と比較して多くのタンパク質をコードする領域が短いことにより、ゲノムは高度に圧縮されている。ある種の生合成経路およびクエン酸回路の遺伝子が欠如していることにより、強い宿主特異性を示す。系統解析により、微胞子虫が真菌に属する可能性が高まった。E. cuniculiのゲノムにはいくつかのミトコンドリア機能（鉄硫黄クラスターの合成など）に関連する遺伝子が含まれているため、微胞子虫がミトコンドリア由来の細胞内小器官を保持している可能性があると考えられた。

## 生活環と病態発生

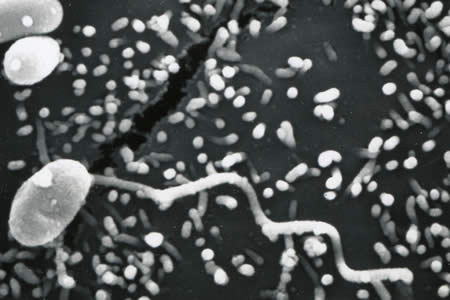
真核細胞に侵入する微胞子虫胞子の極管（polar tubule）。

微胞子虫（ E. cuniculi ）の感染形態は、環境で長期間生存可能な抵抗力のある胞子である。 胞子は極管（polar tubule）を伸長し、宿主細胞に感染する。 胞子は、極管よりスポロプラズム（sporoplasm）を真核生物宿主細胞へ注入する。 細胞内で、スポロプラスムは広範囲に増殖する。 この増殖は、 メロゴニー （二分裂）またはシゾゴニー （多分裂）のいずれによっても起こる。 微胞子虫は、スポロゴニーにより細胞質内または寄生体胞内で成熟する。 スポロゴニーの過程で、胞子の周りに厚い壁が形成される。 この厚い壁が形成されることで、不利な環境条件に対する抵抗力が得られる。 胞子の数が増加し、宿主細胞の細胞質が完全に胞子で埋め尽くされると、細胞膜が破れ、胞子が周囲に放出される。 これらの遊離した成熟胞子は新たな細胞に感染する能力を有しており、上記のサイクルが続く。 

## 疫学
E. cuniculi感染はウサギで最初に確認されたが、今までにヒトを含む20種以上の哺乳類での感染が世界中で報告されている。 ペットのウサギの有病率は高く、23〜75％がE. cuniculiに対する抗体を持つとされる。 健康な犬の研究では、有病率は0〜38％であった。 猫はE. cuniculiに対して比較的耐性があると思われるが、 猫白血病ウイルスに感染した子猫への実験的感染は報告されている。 E. cuniculiはげっ歯類にも感染し、さらにペットの鳥の13%では糞から検出されている。 健康な人のごく一部もE. cuniculiに対する抗体を有しており、以前暴露したのではないかと考えられている。 免疫不全の人、および熱帯の国に住んでいる、または訪れた人では、血清陽性率は高い。 しかし、ほとんどの感染では臨床的疾患にまでは至らない 。 
E. cuniculiの胞子は通常尿中に排泄されるが、感染した動物の糞便や呼吸器の分泌物にも見られることがある。 胞子は、感染後38〜63日の間尿中で検出され、その後も断続的に排出される。 主な伝播経路は胞子の経口摂取だが、胞子の吸入も起こり得る。 ウサギでは経胎盤および子宮内感染が報告されている。  

## ウサギでの感染

### 臨床所見

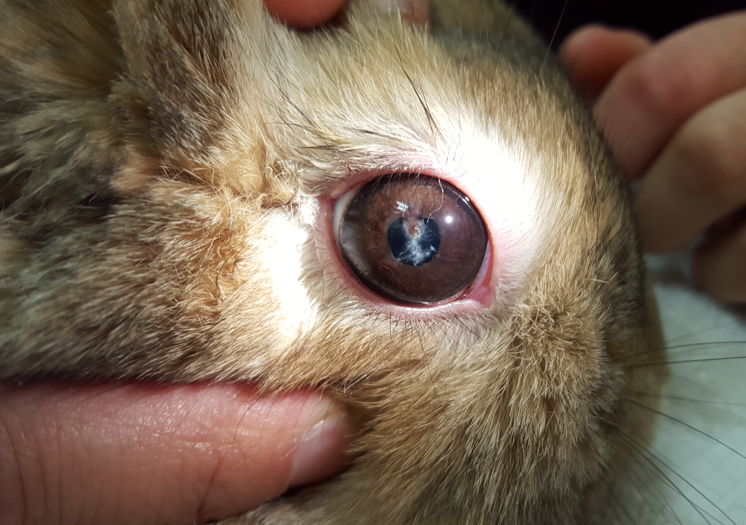
ウサギにおけるEncephalitozoon cuniculiによるブドウ膜炎

米国およびヨーロッパのウサギの最大80％がE. cuniculiに対して血清学的に陽性を示すが、すなわちこれはE. cuniculiに既に曝露されたことを示している。 これらの動物の多くは無症候性であり、病気の症状を示すことはない。 感染したウサギのごく一部のみがエンセファリトゾーン症を発症する。この疾患により引き起こされる臨床徴候としては、中枢神経症状、眼症状、および腎臓疾患が一般的である。  
神経学的徴候のある多くのウサギは、 前庭機能障害のみを示す。 症状はしばしば突然発症し、 斜頸 、 運動失調 、 眼振 、および旋回が見られる。 このような症状が出ていてもウサギは周囲を認識しており、バランスを失いながらも食事はできる。より重篤な症状を示し、 食事すらできなくなったウサギの予後は不良である。  
眼のE. cuniculi感染では、 白内障、眼内の白いしこり、 ブドウ膜炎がみられる。 症状は通常若いウサギでみられ、一般的に片目のみが影響を受ける。 エンセファリトゾーン症に関連する眼病変を有していても、ウサギは通常健康であり、視力を喪失しても生活に支障はない 。 
E. cuniculiには腎臓に感染しやすい傾向があり、慢性または急性の腎不全を引き起こす可能性がある。 腎機能障害の症状には、飲水量の増加、尿量の増加、食欲不振、体重減少、嗜眠、脱水などがある。 軽度の症例は症状を引き起こさず、感染の徴候は剖検時に偶発的に発見されることもある。

### 診断
現在のところ、ウサギのE. cuniculi感染を生前に確定診断することは難しい。 暫定診断は、多くの場合、臨床徴候に矛盾がなく、抗体値が高いことに基づいて行われる。 IgG抗体を検出するための血清検査はしばしば実施され、陰性の場合は除外診断の根拠となる。 ただし、IgG抗体価が陽性だったとしても、今まさに感染している状態と、以前の感染または無症候性キャリアの状態と区別することは
できない。IgM抗体検査も利用可能だが、同じく陽性結果は活動性感染と潜伏感染とを区別できない。 
ポリメラーゼ連鎖反応（PCR）は、ヒトにおいて微胞子虫の検出のための標準的な方法として昔から確立されており、これをウサギに適用しようとする試みがある。 液化した水晶体材料のPCRはウサギのE. cuniculiによるブドウ膜炎を診断する上で信頼できる手段だが、ウサギの尿と脳脊髄液の PCR結果は信頼できないことが研究により知られている。

### 治療
ベンズイミダゾール系薬剤であるフェンベンダゾールが、自然発症例および実験感染によるE. cuniculi感染を予防および治療できるといくつかの研究が示している。残念ながら、中枢神経系からの胞子を取り除いても、必ず臨床徴候が改善するとは限らない。ウサギでは、小腸や骨髄障害などの、ベンズイミダゾール系薬物に対する副反応が報告されています。臨床医は、推奨される投与量と治療間隔を厳守し、治療中の動物の血液検査（CBC）のモニタリングを検討すべきである。

## ヒトの感染
E. cuniculiは、免疫不全（特にHIV / AIDS、臓器移植、またはCD4 + Tリンパ球の欠乏による）の人々において重要な日和見病原体である。E. cuniculiは人間よりも動物で多くみられるため、人獣共通感染症である可能性がある。E. cuniculiには3つの異なる系統が特定されており、I（ウサギ）、II（マウス）、およびIII（犬）に分類されている。ヒトからヒトへの伝播は、感染したドナーからの臓器移植により引き起こされる可能性がある。